# 1435 Garlena
1435 Garlena este un asteroid din centura principală, descoperit pe 23 noiembrie 1936, de Karl Reinmuth.